# Visitors
Visitors är en australiensisk långfilm från 2003 i regi av Richard Franklin, med Radha Mitchell, Susannah York, Ray Barrett och Dominic Purcell i rollerna.

## Handling
Georgia Perry (Radha Mitchell) seglar ensam runt världen i sin segelbåt, efter månader ute till sjöss börjar cellskräcken krypa in under skinnet och sudda ut linjen mellan fantasi och verklighet. Om det nu bara är hallucinationer, hur kan det lämna fysiska märken på Georgia?

## Rollista
| Radha Mitchell    | – Georgia Perry |
| Susannah York     | – Carolyn Perry |
| Ray Barrett       | – Bill Perry    |
| Dominic Purcell   | – Luke          |
| Tottie Goldsmith  | – Casey         |
| Che Timmins       | – Kai           |
| Christopher Kirby | – Rob           |